# قلعة وليام هنري
قلعة وليام هنري (بالإنجليزية: Fort William Henry) هي حصن تاريخي بُني عام 1755 عند الطرف الجنوبي من بحيرة جورج في ولاية نيويورك بالولايات المتحدة الأمريكية. أُنشئت القلعة بأمر من السير ويليام جونسون خلال الحرب الفرنسية والهندية، كقاعدة انطلاق للهجمات البريطانية ضد المواقع الفرنسية في المنطقة.

## الموقع والأهمية
كانت القلعة جزءًا من سلسلة حصون بريطانية وفرنسية على الممر المائي الداخلي الهام الذي يربط مدينة نيويورك بـ مونتريال، واحتلت موقعًا استراتيجيًا على الحدود بين نيويورك ونيوفرنسا.

## البناء والتصميم
أشرف المهندس العسكري البريطاني ويليام آير على تصميم القلعة، التي اتخذت شكل مربع غير منتظم مع أبراج في الزوايا. كانت الجدران بسمك 9 أمتار تقريبًا، ومصممة لمقاومة هجمات السكان الأصليين، لكنها لم تكن قوية بما يكفي أمام المدفعية الثقيلة. احتوت القلعة على ثكنات خشبية من طابقين، ومخزن للذخيرة في الركن الشمالي الشرقي، ومستشفى في الركن الجنوبي الشرقي.

## الاحتلال
كانت القلعة جاهزة للاستخدام في نوفمبر 1755، وقادها أولاً ويليام آير مع حامية من الفوج 44 وعدة سرايا من "روجرز رينجرز". في ربيع 1757، تولى جورج مونرو القيادة، وبلغ عدد الجنود حوالي 1600، ثم ارتفع إلى 2300 مع وصول تعزيزات من ميليشيات كونيتيكت ونيوجيرسي.

## الحصار والمذبحة
في أغسطس 1757، حاصر الجنرال الفرنسي لويس-جوزيف دي مونتكالم القلعة بقوة قوامها حوالي 8000 رجل. استمر الحصار ستة أيام، وانتهى باستسلام البريطانيين بعد نقص الذخيرة وتدهور أوضاع الحامية. بعد الاستسلام، هاجم بعض حلفاء الفرنسيين من السكان الأصليين الأسرى البريطانيين، ما أدى إلى مقتل العديد منهم في حادثة عرفت باسم "مذبحة قلعة وليام هنري".

## ما بعد الحصار
دمر الفرنسيون القلعة قبل انسحابهم، وظل الموقع مهجورًا لمدة قرنين تقريبًا. في القرن التاسع عشر، أصبحت أنقاض القلعة مقصدًا سياحيًا، ثم أُعيد بناء نسخة طبق الأصل منها في خمسينيات القرن العشرين، وتعمل اليوم كمتحف حي ومعلم سياحي في قرية ليك جورج.

## في الثقافة الشعبية
ظهرت القلعة وأحداث الحصار والمذبحة في العديد من الأعمال الأدبية والفنية، أشهرها رواية آخر رجال الموهيكان للكاتب جيمس فينيمور كوبر.